# Лани-Малі
Лани-Малі (пол. Łany Małe) — село в Польщі, у гміні Жарновець Заверцянського повіту Сілезького воєводства.
Населення — 245 осіб (2011).
У 1975-1998 роках село належало до Катовицького воєводства.

## Демографія
Демографічна структура станом на 31 березня 2011 року:
|          | Загалом | Допрацездатний вік | Працездатний вік | Постпрацездатний вік |
| -------- | ------- | ------------------ | ---------------- | -------------------- |
| Чоловіки | 126     | 27                 | 75               | 24                   |
| Жінки    | 119     | 25                 | 67               | 27                   |
| Разом    | 245     | 52                 | 142              | 51                   |